# Vlaho Bukovac

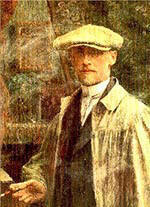
Vlaho Bukovac, självporträtt.

Vlaho Bukovac, född 4 juli 1855 i Cavtat, död 23 april 1922 i Prag, var en kroatisk målare.
Efter flera i nöd och umbäranden tillbringade ungdomsår i Nordamerika blev Bukovac upptäckt av Medo Pucić och fick av mecenaten Josip Juraj Strossmayer medel att studera i Paris, där han hade Alexandre Cabanel som lärare. Han ställde 1873 i Paris ut Hercegovinska och var därefter verksam i Zagreb. 
Flera av hans arbeten uppmärksammades på internationella utställningar; av hans verk kan nämnas Frans Josefs intåg i Zagreb, ett självporträtt, den kolossala målningen på ridån i Zagrebs nationalteater, föreställande kroatiska skalder och konstnärer hyllande renässansdiktaren Ivan Gundulić i Dubrovnik, Ung patriciska samt Strossmayers porträtt.